# Temporada 2009 de la WNBA
La Temporada 2009 de la WNBA fue la decimotercera en la historia de la Women's National Basketball Association. Volvía a constar de 13 equipo con la desaparición de las Houston Comets. Acabó con el segundo título para las Phoenix Mercury después del conseguido en 2007, derrotando en la final a las Indiana Fever.

## Clasificaciones

### Conferencia Este
| Conferencia Este     | G  | P  | PCT  | PD  | Casa | Fuera | Conf. |
| -------------------- | -- | -- | ---- | --- | ---- | ----- | ----- |
| Indiana Fever x      | 22 | 12 | .647 | –   | 14–3 | 8–9   | 17–5  |
| Atlanta Dream x      | 18 | 16 | .529 | 4.0 | 12–5 | 6–11  | 10–12 |
| Detroit Shock x      | 18 | 16 | .529 | 4.0 | 11–6 | 7–10  | 11–11 |
| Washington Mystics x | 16 | 18 | .471 | 6.0 | 11–6 | 5–12  | 10–12 |
| Chicago Sky o        | 16 | 18 | .471 | 6.0 | 12–5 | 4–13  | 10–12 |
| Connecticut Sun o    | 16 | 18 | .471 | 6.0 | 12–5 | 4–13  | 9–12  |
| New York Liberty o   | 13 | 21 | .382 | 9.0 | 8–9  | 5–12  | 8–13  |

### Conferencia Oeste
| Conferencia Oeste          | G  | P  | PCT  | PD   | Casa | Fuera | Conf. |
| -------------------------- | -- | -- | ---- | ---- | ---- | ----- | ----- |
| Phoenix Mercury x          | 23 | 11 | .676 | –    | 12–5 | 11–6  | 13–7  |
| Seattle Storm x            | 20 | 14 | .588 | 3.0  | 13–4 | 7–10  | 13–7  |
| Los Angeles Sparks x       | 18 | 16 | .529 | 5.0  | 11–6 | 7–10  | 11–9  |
| San Antonio Silver Stars x | 15 | 19 | .441 | 8.0  | 10–7 | 5–12  | 10–10 |
| Minnesota Lynx o           | 14 | 20 | .412 | 9.0  | 9–8  | 5–12  | 7–13  |
| Sacramento Monarchs o      | 12 | 22 | .353 | 11.0 | 7–10 | 5–12  | 6–14  |

## Galardones
| Galardón                                      | Ganadora          | Equipo              |
| --------------------------------------------- | ----------------- | ------------------- |
| MVP de las Finales de la WNBA                 | Diana Taurasi     | Phoenix Mercury     |
| MVP de la Temporada de la WNBA                | Diana Taurasi     | Phoenix Mercury     |
| Mejor Defensora de la WNBA                    | Tamika Catchings  | Indiana Fever       |
| Jugadora Más Mejorada de la WNBA              | Crystal Langhorne | Washington Mystics  |
| Peak Performers de la WNBA (puntos)           | Diana Taurasi     | Phoenix Mercury     |
| Peak Performers de la WNBA (rebotes)          | Candace Parker    | Los Angeles Sparks  |
| Peak Performers de la WNBA (asistencias)      | Sue Bird          | Seattle Storm       |
| Mejor Sexta Mujer de la WNBA                  | DeWanna Bonner    | Phoenix Mercury     |
| Rookie del Año de la WNBA                     | Angel McCoughtry  | Atlanta Dream       |
| Premio a la Jugadora Más Deportiva de la WNBA | Kara Lawson       | Sacramento Monarchs |
| Entrenador del Año de la WNBA                 | Marynell Meadors  | Atlanta Dream       |

## Playoffs
|  | 1ª ronda Mejor de 3 | 1ª ronda Mejor de 3 | 1ª ronda Mejor de 3 |             |    | Finales de Conferencia Mejor de 3 | Finales de Conferencia Mejor de 3 | Finales de Conferencia Mejor de 3 |  |    | Finales de la WNBA Mejor de 5 | Finales de la WNBA Mejor de 5 | Finales de la WNBA Mejor de 5 |  |
|  |                     |                     |                     |             |    |                                   |                                   |                                   |  |    |                               |                               |                               |  |
|  |                     |                     |                     |             |    |                                   |                                   |                                   |  |    |                               |                               |                               |  |
|  | E1                  | Indiana             | 2                   |             |    |                                   |                                   |                                   |  |    |                               |                               |                               |  |
|  | E1                  | Indiana             | 2                   |             |    |                                   |                                   |                                   |  |    |                               |                               |                               |  |
|  | E4                  | Washington          | 0                   |             |    |                                   |                                   |                                   |  |    |                               |                               |                               |  |
|  | E4                  | Washington          | 0                   |             | E1 | Indiana                           | 2                                 |                                   |  |    |                               |                               |                               |  |
|  | Conferencia Este    |                     |                     |             | E1 | Indiana                           | 2                                 |                                   |  |    |                               |                               |                               |  |
|  |                     |                     | E3                  | Detroit     | 1  |                                   |                                   |                                   |  |    |                               |                               |                               |  |
|  | E2                  | Atlanta             | E3                  | Detroit     | 1  | 0                                 |                                   |                                   |  |    |                               |                               |                               |  |
|  | E2                  | Atlanta             |                     |             |    |                                   |                                   |                                   |  |    |                               |                               |                               |  |
|  | E3                  | Detroit             | 2                   |             |    |                                   |                                   |                                   |  |    |                               |                               |                               |  |
|  | E3                  | Detroit             | 2                   |             |    |                                   |                                   |                                   |  | E1 | Indiana                       | 2                             |                               |  |
|  |                     |                     |                     |             |    |                                   |                                   |                                   |  | E1 | Indiana                       | 2                             |                               |  |
|  |                     |                     | W1                  | Phoenix     | 3  |                                   |                                   |                                   |  |    |                               |                               |                               |  |
|  | W1                  | Phoenix             | W1                  | Phoenix     | 3  | 2                                 |                                   |                                   |  |    |                               |                               |                               |  |
|  | W1                  | Phoenix             |                     |             |    |                                   |                                   |                                   |  |    |                               |                               |                               |  |
|  | W4                  | San Antonio         | 1                   |             |    |                                   |                                   |                                   |  |    |                               |                               |                               |  |
|  | W4                  | San Antonio         | 1                   |             | W1 | Phoenix                           | 2                                 |                                   |  |    |                               |                               |                               |  |
|  | Conferencia Oeste   |                     |                     |             | W1 | Phoenix                           | 2                                 |                                   |  |    |                               |                               |                               |  |
|  |                     |                     | W3                  | Los Angeles | 1  |                                   |                                   |                                   |  |    |                               |                               |                               |  |
|  | W2                  | Seattle             | W3                  | Los Angeles | 1  | 1                                 |                                   |                                   |  |    |                               |                               |                               |  |
|  | W2                  | Seattle             |                     |             |    |                                   |                                   |                                   |  |    |                               |                               |                               |  |
|  | W3                  | Los Angeles         | 2                   |             |    |                                   |                                   |                                   |  |    |                               |                               |                               |  |
|  | W3                  | Los Angeles         | 2                   |             |    |                                   |                                   |                                   |  |    |                               |                               |                               |  |
|  |                     |                     |                     |             |    |                                   |                                   |                                   |  |    |                               |                               |                               |  |